# BMW K 1600 GT
BMW K 1600 GT je sportovně cestovní motocykl, vyvinutý firmou BMW, vyráběný od roku 2010. Jeho předchůdcem byl model BMW K 1300 GT. Zároveň s ním byl představen i model K 1600 GTL, který se liší především v ergonomii a předpokládaném určení. GT s vyšším sedlem je prezentován jako sportovnější, zatímco GTL s nižším sedlem a širším plexištítem jako turistická varianta.
Motor je nakloněn směrem dopředu o 50°. Jediným konkurentem používajícím šestiválcový motor je Honda GoldWing, jejíž motor však má protilehlé válce. Mezi další konkurenty je možno zařadit Kawasaki 1400 GTR a s přimhouřeným okem ještě modely Yamaha FJR 1300 a koncepčně poněkud starší Honda ST 1300 Pan European.
Motocykl má kapalinou chlazený čtyřiadvacetiventilový řadový šestiválec s rozvodem DOHC o výkonu 160 koní nakloněný dopředu o 50°, který je podle BMW s 560 mm šířky nejužším šestiválcem, který kdy byl vyroben.

## Technické parametry
- Rám: odlitý z lehkých slitin s podsedlovou konstrukcí z hliníku
- Suchá hmotnost: 295 kg
- Pohotovostní hmotnost: 319 kg
- Maximální rychlost:
- Spotřeba paliva: 7,1 l/100 km